# 18e division d'infanterie (Belgique)
La 18e division d'infanterie belge est une unité de la composante terre de l'armée belge active lors de la Seconde Guerre mondiale.

## Historique
La 18e division d'infanterie belge est une unité de réserve de l'armée belge implantée à Turnhout et rattaché au 4e corps d'armée.

## Ordre de bataille
- 3e régiment de grenadiers[1]
- 3e régiment de carabiniers
- 39e régiment de ligne
- 26e régiment d'artillerie
- 15e bataillon de génie
- 18e groupe cycliste